# KZ1
KZ1 é uma classe de kart que usa motores de 125cc a dois tempos arrefecidos a água, com uma caixa de 6 velocidades.